# Hannes Gnauck
Hannes Gnauck (* 8. August 1991 in Prenzlau) ist ein deutscher Rechtsextremist und Politiker (AfD). Seit 2021 ist er Mitglied des Deutschen Bundestages und war seit 15. Oktober 2022 letzter Bundesvorsitzender der Jungen Alternative für Deutschland (JA), die vom Bundesamt für Verfassungsschutz als gesichert rechtsextremistisch eingestuft wurde und sich 2025 auflöste.

## Leben und Beruf
Gnauck erwarb 2009 die Mittlere Reife am Christa-und-Peter-Scherpf-Gymnasium in Prenzlau. Er absolvierte eine dreijährige Ausbildung zum Sport- und Fitnesskaufmann in Eberswalde. Anschließend arbeitete er zwei Jahre lang in einem Sportpark in Neubrandenburg.
Im Jahr 2014 verpflichtete sich Gnauck als Soldat auf Zeit bei der Bundeswehr. Er diente als Personalfeldwebel im Panzergrenadierbataillon 411 in Viereck und war in der zweiten Jahreshälfte 2019 im Rahmen der Mission Resolute Support im Auslandseinsatz in Masar-e Sharif (Afghanistan). Gnauck erreichte bei der Bundeswehr den Dienstgrad Oberfeldwebel. Im Juni 2021 wurde bekannt, dass der Militärische Abschirmdienst Gnauck wegen fehlender Verfassungstreue in die Farbkategorie Rot, als Extremist, eingeordnet hat. Aufgrund des laufenden Verfahrens wurde Gnauck vom Dienst freigestellt, die Kaserne dürfe er nur nach Aufforderung betreten, ferner sei ihm das Tragen der Uniform untersagt worden. Seit dem Einzug in den 20. Deutschen Bundestag ruht sein Wehrdienstverhältnis. Am 16. Mai 2024 wurde Gnaucks Immunität aufgrund eines „gerichtlichen Disziplinarverfahrens“ im Zusammenhang mit seiner Zeit als Soldat aufgehoben. Ihm wird vorgeworfen, während dieser Zeit gegen Asylbewerber und Ausländer gehetzt zu haben. Gnauck selbst hält die Vorwürfe für ungerechtfertigt. Am 27. Juni 2025 er erklärte er im Sozialen Netzwerk „X“, dass das Disziplinarverfahren gegen ihn eingestellt worden sei und veröffentlichte dazu das Foto eines entsprechenden Beschlusses des Truppendienstgerichts Nord. Laut RBB wurde das entsprechende Verfahren eingestellt, weil „die Stelle, die das Verfahren gegen ihn eingeleitet hatte, für Gnauck formal gar nicht mehr zuständig war“.
Gnauck ist ledig.

## Politik
Gnauck wurde 2019 in den Kreistag Uckermark gewählt und dort zum Vorsitzenden der AfD-Fraktion.
Er wurde bei der Bundestagswahl 2021 über Landesliste der AfD Brandenburg in den Bundestag gewählt. Von der AfD-Bundestagsfraktion wurde er als ordentliches Mitglied in den Verteidigungsausschuss und als stellvertretendes Mitglied in den Ausschuss für Arbeit und Soziales berufen. Seit dem 8. Juli 2022 ist er Mitglied im 1. Untersuchungsausschuss der 20. Wahlperiode des Deutschen Bundestages. Am 15. Oktober 2022 wurde er als einziger Nominierter zum Vorsitzenden der Jungen Alternative für Deutschland gewählt. Als solcher forderte er die atomare Bewaffnung Deutschlands, das bisher bloße „Verhandlungsmasse fremder Hegemonialmächte“ sei.
Gnauck beschäftigt laut einem BR-Bericht Marvin Neumann, der 2021 aus der AfD austrat. Neumann, ehemaliger Chef der Jungen Alternative (JA), war seinerzeit unter anderem eine Aussage über „Weiße Vorherrschaft“ zur Last gelegt worden.

## Positionen
Gnauck warnte 2021 bei einer Kreistagsdebatte vor einer „gesellschaftszersetzenden Asylmaschinerie“ und einer „höllischen Symbiose aus Wirtschaftseliten, radikaler Linker und Erfüllungsgehilfen der Migrationslobby“. Im Interview mit der Märkischen Oderzeitung bekräftigte Gnauck später, dass er zu seinen Aussagen stehe. Im Juli 2022 schrieb Gnauck auf Facebook über den Sender AUF1, der rechtsextreme und verschwörungstheoretische Inhalte verbreitet: „Die Kollegen von Auf1 leisten eine hochprofessionelle Arbeit. Sie haben jede Unterstützung verdient“. Gnauck behauptete 2023 auf einer Kundgebung, die anderen im Bundestag vertretenen Parteien würden nicht ruhen, „bis jeder Winkel dieses Landes und jedes friedliche Dorf mit illegalen Migranten vollgestopft“ sei.
In Dokumenten der deutsch-iranischen Parlamentariergruppe, bestehend aus Mitgliedern im Bundestag, die sich für einen Kontaktaufbau zwischen deutschen und iranischen Abgeordneten einsetzen, wird Gnauck als Mitglied geführt.